# KkStB 45 sorozat
A kkStB 45 sorozat egy személyvonati szerkocsisgőzmozdony-sorozat volt a Dux-Bodenbacher Vasútnál (Dux-Bodenbacher Eisenbahn, DBE) és az államosítással került az ausztriai cs. kir. osztrák Államvasutakhoz (k. k. österreichische Staatsbahnen, kkStB).
A nyolc mozdonyt a Köchlin cég építette Mulhouseban 1871-ben.
Az államosítással valamennyi mozdony a kkStB állományába került és ott a 45 sorozatot képezték.
Az első világháború után a még meglévő két mozdony a Csehszlovák Államvasutakhoz (ČSD) került ČSD 312.6 sorozatként. A ČSD a mozdonyokat 1925-ben vonta ki az állományából.

## Fordítás
- Ez a szócikk részben vagy egészben  a   kkStB 45 című német Wikipédia-szócikk fordításán alapul.  Az eredeti cikk szerkesztőit annak laptörténete sorolja fel. Ez a jelzés csupán a megfogalmazás eredetét és a szerzői jogokat jelzi, nem szolgál a cikkben szereplő információk forrásmegjelöléseként. Az eredeti szócikk forrásai szintén ott találhatóak.